# Jan Jajor
Jan Jajor (ur. 6 października 1939 w Jarocinie, zm. 20 stycznia 2012 tamże) – polski historyk amator, regionalista.

## Życiorys
Syn Józefa (rymarza i tapicera, który zginął w czasie kampanii wrześniowej pod Warszawą) oraz Marianny z domu Staniewskiej. Maturę zdał w 1958 w Państwowym Liceum Pedagogicznym w Krotoszynie. 16 sierpnia tego roku rozpoczął pracę jako nauczyciel w szkole podstawowej w Śmiełowie, a potem w szkołach w Chrzanie oraz w Ludwinowie. W 1962 rozpoczął zaoczne studia na Wydziale Humanistyczno-Historycznym Wyższej Szkoły Pedagogicznej w Krakowie. W 1967 obronił pracę magisterską pod tytułem „Proces Polaków w Berlinie 1864–1865”. W latach 1968–1970 odbył studia podyplomowe z zakresu nauk politycznych na Wydziale Prawa UAM, a od 1970 do 1972 kolejne studia podyplomowe z zakresu kierowania i zarządzania oświatą. W latach 1970–1977 był podinspektorem szkolnym w Wydziale Oświaty w Jarocinie. Od 1977 do 1989 (emerytura) był pracownikiem etatowym PZPR w Jarocinie. Pełnił też funkcję radnego powiatu jarocińskiego. Spoczywa na cmentarzu w Jarocinie.

## Publikacje
Od 1964 aktywnie publikował materiały historyczne, biograficzne i krajoznawcze dotyczące zwłaszcza obszaru południowej Wielkopolski. Łącznie opublikował 250 artykułów z powyższej tematyki (w tym opracował 24 biogramy zasłużonych Wielkopolan). Wydał dziesięć pozycji książkowych. W 2003 powołał Klub Regionalistów Ziemi Jarocińskiej (był potem jego prezesem). Od kwietnia 2004 rozpoczął wydawanie czasopisma „Magazyn Regionalny”, będący cennym źródłem do poznania historii Ziemi Jarocińskiej. 

## Odznaczenia
W 2007 został nagrodzony statuetką "Dobosz Powstania" przez Zarząd Główny Towarzystwa Pamięci Powstania Wielkopolskiego. W 2009 został laureatem nagrody Burmistrza Jarocina im. Stanisława Taczaka za zasługi dla Ziemi Jarocińskiej. 1 lipca 2011 odebrał z rąk wojewody wielkopolskiego Piotra Florka Złoty Krzyż Zasługi nadany przez prezydenta RP. Krzyż przyznany został za zasługi w działalności na rzecz społeczności lokalnej. W 2011 Został odznaczony Złotym Medalem Opiekuna Miejsc Pamięci Narodowe nadanym przez Komitet Ochrony Pamięci Walk i Męczeństwaj. 